# Dekanat lipawski
Dekanat lipawski – jeden z trzech dekanatów wchodzących w skład eparchii ryskiej Łotewskiego Kościoła Prawosławnego.

## Parafie w dekanacie[1]
- Parafia Narodzenia Pańskiego w Kolce
  - Cerkiew Narodzenia Pańskiego w Kolce
- Parafia Opieki Matki Bożej w Kuldydze
  - Cerkiew Opieki Matki Bożej w Kuldydze
- Parafia św. Aleksandra Newskiego w Lipawie
  - Cerkiew św. Aleksandra Newskiego w Lipawie
- Parafia św. Aleksego metropolity moskiewskiego w Lipawie
  - Cerkiew św. Aleksego metropolity moskiewskiego w Lipawie
- Parafia św. Mikołaja Cudotwórcy w Lipawie
  - Sobór św. Mikołaja w Lipawie
  - Cerkiew św. Piotra metropolity moskiewskiego w Lipawie (cmentarna)
- Parafia Świętej Trójcy w Lipawie
  - Cerkiew Świętej Trójcy w Lipawie
- Parafia Ikony Matki Bożej „Nieoczekiwana Radość” w Priekule
- Parafia Objawienia Pańskiego w Saldusie
  - Cerkiew Objawienia Pańskiego w Saldusie
- Parafia Trójcy Świętej w Talsi
  - Cerkiew Trójcy Świętej w Talsi
- Parafia św. Sergiusza z Radoneża w Ugāle
  - Cerkiew św. Sergiusza z Radoneża w Ugāle
- Parafia św. Mikołaja Cudotwórcy w Windawie
  - Cerkiew św. Mikołaja Cudotwórcy w Windawie